# Усть-Караман
Усть-Караман (рос. Усть-Караман) — село у Енгельському районі Саратовської області Російської Федерації.
Населення становить 174 особи. Орган місцевого самоврядування — Красноярське муніципальне утворення.

## Історія
Населений пункт розташований у межах українського історичного та культурного регіону Жовтий Клин.
До 1941 року належав до АРСР Німців Поволжя. Орган місцевого самоврядування від 2004 року — Красноярське муніципальне утворення.

## Населення
| 2010 | 2015 |
| ---- | ---- |
| 160  | ↗174 |